# A. & R. Adam
A. & R. Adam ist ein deutscher Verlag und eine Agentur, hauptsächlich zum Vertrieb von Ansichtskarten und Bilddruckerzeugnissen. Das Unternehmen hat in Dresden seinen Sitz und entwickelte sich zum ältesten Familienbetrieb dieser Art in der sächsischen Landeshauptstadt.

## Geschichte
Gründer des Unternehmens waren die beiden Kaufleute Arno Adam († 1925) und Rudolf Adam († 1948), daher auch der noch heute gebräuchliche Firmenname A. & R. Adam. Beide Brüder gründeten im Jahre 1912 in Dresden Adam’s Kunstverlag als eine offene Handelsgesellschaft, deren Zweck neben dem Verlag von Ansichtskarten auch der Vertrieb von Glückwunschkarten und Papierwaren im Groß- und Einzelhandel war. Sitz des Verlages war in der Altstadt von Dresden, Am See 18. Der Kunstverlag erhielt rasch Aufwind, da der Ansichtskartenhandel vor und während des Ersten Weltkrieges enorm aufblühte. In dieser Zeit gab es in Dresden und Umgebung eine Vielzahl ähnlicher Verlage, die Ansichtskarten verlegten.
Nach Ende des Ersten Weltkrieges wechselte Adam’s Kunstverlag sein Domizil einen Straßenzug weiter in die Annenstraße 26 und verfügte nunmehr auch über einen Einzelhandelsladen. Damit einher ging die Umbenennung in A. & R. Adam. Die Druckerzeugnisse wurden fortan in Leipzig in der Druckerei Emil Pinkau & Co. AG hergestellt. Das Programm des Verlages wurde im Laufe der Jahre auch auf Glückwunsch-, Gruß- und Weihnachtskarten sowie Leporellos und Kunstdrucke erweitert. Daneben werden heute auch Bücher, vor allem Bildbände, und Kalender mit Fotomotiven, sowie Puzzles herausgegeben.

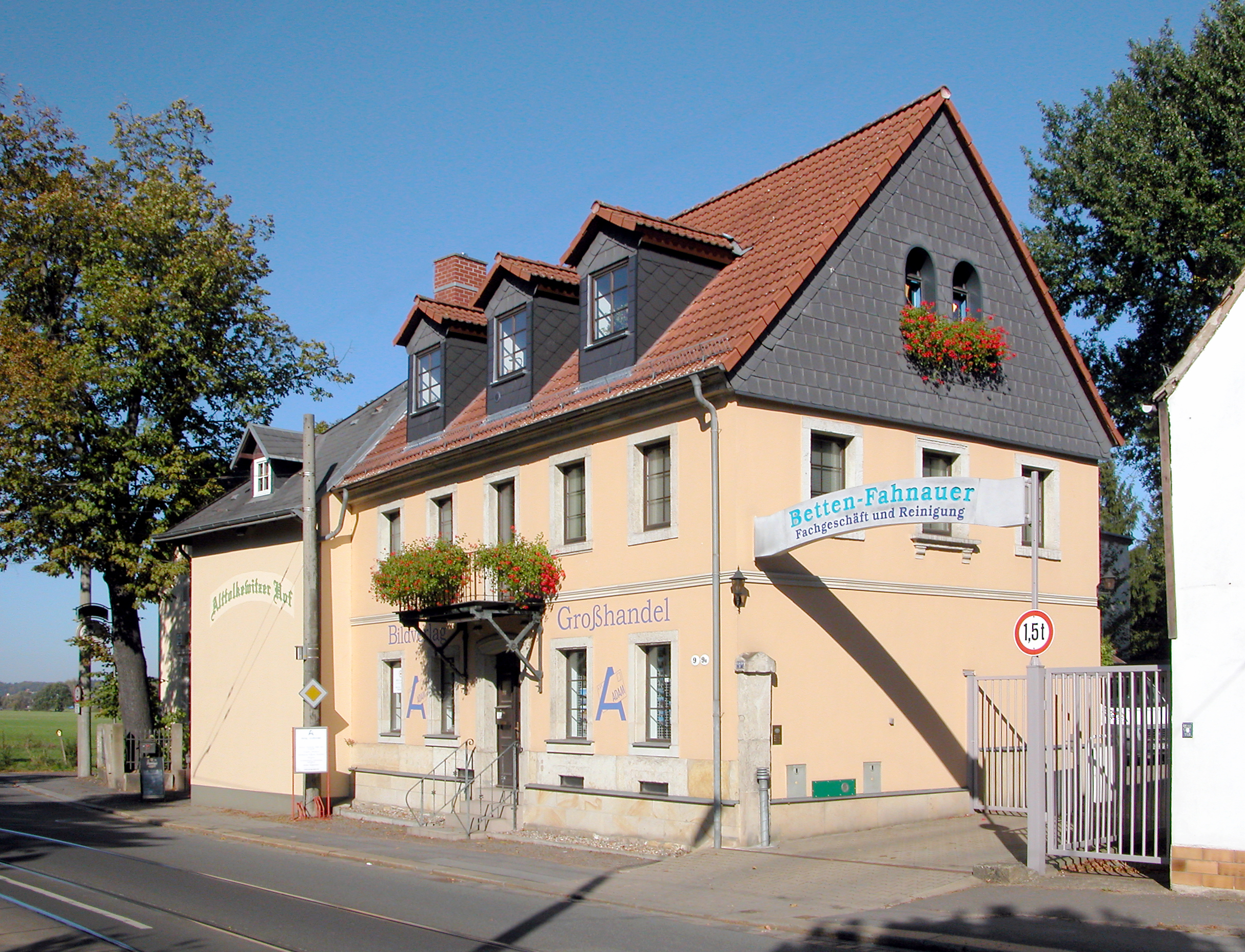
Dresden-Alttolkewitz 9 – Sitz des Verlages seit 1968

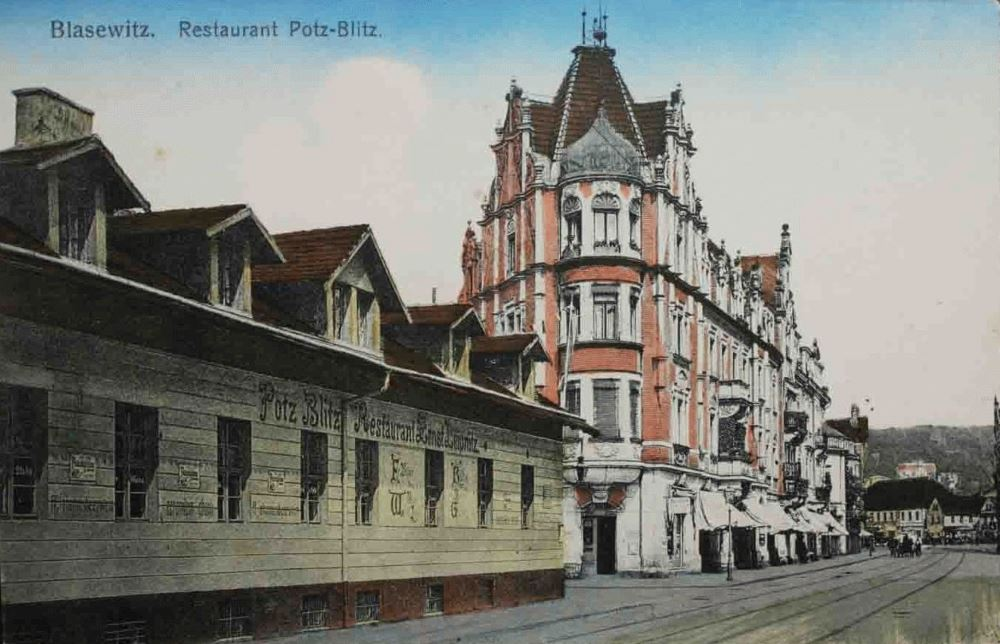
Beispiel für eine Ansichtskarte von Adam’s Kunstverlag vor 1919

Im Jahre 1926 erfolgte zusätzlich die Übernahme des Verlages von Philipp Krebs, Dresden, der sich hauptsächlich auf Ansichtskarten aus der Sächsischen Schweiz spezialisiert hatte.
Beim Bombenangriff auf Dresden in der Nacht vom 13. zum 14. Februar 1945 wurde das Verlagshaus in der Annenstraße 26 vollkommen zerstört. Drei Verlagsmitarbeiter starben. Nach Kriegsende wird der Verlag von Fritz Adam in der Kleinen Meißner Gasse 6 und ab 1968 in Alttolkewitz 9 weiterbetrieben. Den ab 1971 einsetzenden Versuchen des marktbeherrschenden DDR-Ansichtskartenunternehmens Bild und Heimat, private Ansichtskartenverlage zu übernehmen, konnte Fritz Adam widerstehen. 1989 übernahm Hans-Jörg Kluge den Verlag von Fritz Adam. Im Jahr 2020 übernahm Thomas Kluge von seinem Vater den Verlag, welcher zwischenzeitlich als zweites Standbein als Werbeagentur fungiert.
Die Ansichtskartenmotive stammen hauptsächlich aus Dresden und Umgebung, insbesondere der Sächsischen Schweiz und dem östlichen Erzgebirge. Einige Ansichtskarten wie das beliebte Motiv des Blickes vom Elbufer hinauf zur Bastei erlebte zahlreiche Auflagen. Anhand der vergebenen Kartennummern ist davon auszugehen, dass der Verlag bis 1945 an die 10.000 verschiedene Ansichtskarten verlegte. Heute umfasst das vorhandene Bildarchiv etwa doppelt so viele Ansichtskarten.